# 二苯基锌
二苯基锌为一种有机锌化合物。它在有机合成中通常作为Ph−的合成子。无溶剂时，二苯基锌是以二聚物的固体形态 PhZn(μ-Ph)2ZnPh存在的。

二聚固态形式的二苯基锌

二苯基锌为商业可售试剂。它可以通过苯基锂和溴化锌反应制备：
2 PhLi + ZnBr2 → Ph2Zn + 2 LiBr
它还可以通过二苯基汞和金属锌制备。